# CT83
CT83 (англ. Cancer/testis antigen 83) – білок, який кодується однойменним геном, розташованим у людей на X-хромосомі. Довжина поліпептидного ланцюга білка становить 113 амінокислот, а молекулярна маса — 12 784.
| 10         |  | 20         |  | 30         |  | 40         |  | 50         |
| ---------- |  | ---------- |  | ---------- |  | ---------- |  | ---------- |
| MNFYLLLASS |  | ILCALIVFWK |  | YRRFQRNTGE |  | MSSNSTALAL |  | VRPSSSGLIN |
| SNTDNNLAVY |  | DLSRDILNNF |  | PHSIARQKRI |  | LVNLSMVENK |  | LVELEHTLLS |
| KGFRGASPHR |  | KST        |  |            |  |            |  |            |

A: Аланін

C: Цистеїн

D: Аспарагінова кислота

E: Глутамінова кислота

F: Фенілаланін

G: Гліцин

H: Гістидин

I: Ізолейцин

K: Лізин

L: Лейцин

M: Метіонін

N: Аспарагін

P: Пролін

Q: Глутамін

R: Аргінін

S: Серин

T: Треонін

V: Валін

W: Триптофан

Локалізований у клітинній мембрані, мембрані.